# Max Douguet
Max Douguet, né le 16 juillet 1903 à Port-Launay et mort le 18 août 1989 à Brest, est un amiral, explorateur et artiste peintre français.

## Biographie
Fils d'un officier de marine, il entre à l'École navale en octobre 1921 et en sort enseigne de 2e classe en octobre 1923. Enseigne de 1re classe (octobre 1925), il sert l'année suivante à la mission hydrographique de l'Indochine où il reçoit du ministre des félicitations pour ses travaux.
En 1929, il est breveté transmetteur puis est promu lieutenant de vaisseau en mai 1930 et sert comme second de la mission polaire française au Groenland pendant l'année polaire internationale de 1932.
De 1934 à 1936, il commande le navire hydrographe Octant en Indochine, devient aide de camp de l'amiral Charles Drujon et est embarqué comme officier en second d'un torpilleur en 1937.
Chargé d'une mission scientifique dans les mers du Sud sur le Bougainville, il est nommé capitaine de corvette en novembre 1940, commande la marine à Abidjan en 1943 puis est envoyé à la mission navale française aux États-Unis.
Capitaine de frégate (juin 1944), il est le commandant du Tempête et de la 6e division des torpilleurs en 1946 puis du contre-torpilleur Desaix (1947) avant d'être envoyé à l’État-major général (1948).
En septembre 1948, il commande le navire d'exploration polaire Commandant-Charcot et accomplit trois expéditions scientifiques en Terre Adélie, ce qui lui vaut en juillet 1950, un témoignage de satisfaction du ministre.
Capitaine de vaisseau (décembre 1949), chef d'état-major du préfet maritime de Brest (1951), il commande en 1954-1955 la division navale d'Extrême-Orient et est promu contre-amiral en janvier 1956 ainsi que commandant des forces maritimes du Pacifique.
En novembre 1956, il est le chef du cabinet militaire du secrétaire d’État à la Marine et commande l'escadre légère de 1957 à 1959.
Vice-amiral (janvier 1959) et vice-amiral d'escadre (décembre 1960), il prend rang et appellation d'amiral en septembre 1961 et représente la France au groupe permanent du traité de l'Atlantique Nord de Washington (septembre 1961).
L'amiral Douguet est versé dans la 2e section en août 1964.

### Autres activités
Peintre de la marine, membre du Bureau des longitudes (1964) dont il fut vice-président de 1967 à 1969, Douguet préside le conseil d'administration du musée de la Marine de 1973 à 1989.
Membre de l'Académie de marine, il la préside en 1967-1968.
Directeur régional d'Air Inter Ouest (1969), il fut maire de Port-Launay de 1975 à 1983 et y finit sa vie.

## Récompenses et distinctions
- Une pointe située au sud de la crique du Sphinx qui constitue l'extrémité orientale de l'île de la Possession (Crozet) fut nommée en son honneur[3].
- Un timbre de 2,30 F le représentant, dessiné par Luc-Marie Bayle et gravé par Pierre Béquet, a été émis en 1991 par l'administration postale des TAAF. Ce même motif a été repris en 1991 et 1992 pour deux cartes postales (entiers postaux).
- Un quai de Port-Launay porte son nom.